# Języki balijsko-sasacko-sumbawańskie
Języki balijsko-sasacko-sumbawańskie – grupa blisko spokrewnionych języków austronezyjskich, używanych na zachodnich Małych Wyspach Sundajskich. Należą do nich:
- Język balijski
- Języki sasacko-sumbawańskie
  - Język sasak
  - Język sumbawa